# Trionychia
Clade
Trionychia est un clade de tortues du sous-ordre des Cryptodires. Il est utilisé en lieu et place de la superfamille des Trionychoidea.

## Liste des familles
Selon TFTSG (30 juin 2011) :
- Carettochelyidae Boulenger, 1887
- Trionychidae Gray, 1825

et la famille fossile :
- † Adocidae Cope, 1870

## Publication originale
- Hummel, 1929 : Die fossilen weichschildkröten (Trionychia). Eine morphologisch-systematische und stammesgeschichtliche Studie. Geologische und Palaeontologische Abhandlungen, vol. 16, p. 359–487.